# Oxelösund (comuna)
Oxelösund (em sueco: Oxelösunds kommun;  ouça a pronúncia) ou Oxelosúndia[a] é uma comuna do condado da Södermanland.
Sua capital é a cidade de Oxelösund. Possui 35,4 quilômetros quadrados e segundo censo de 2018, havia 12 062 habitantes.

## Localidades principais
Localidades com mais população da comuna (2019):

| # | Localidade | População |
| - | ---------- | --------- |
| 1 | Oxelösund  | 11 405    |
| 2 | Inskogen   | 222       |

## Comunicações
A comuna de Oxelösund é atravessada pela estrada nacional 53 (ligando a cidade de Oxelösund a Eskilstuna), assim como uma ligação feroviária à  linha do Sul (Estocolmo -  Malmö).                                                                                      Dispõe de um porto profundo, livre de gelo no inverno.

## Património turístico
Alguns pontos turísticos mais procurados atualmente são:

- Femörefortet (forte defensivo virado para leste)